# Il était une fois dans le Nord
Il était une fois dans le Nord (titre original : Once Upon a Time in the North) est un roman court de Philip Pullman paru en 2008, lié à sa trilogie À la croisée des mondes, tout comme Lyra et les Oiseaux et Serpentine. 
Ce roman court est sorti au Royaume-Uni le 3 avril 2008 puis en France le 4 septembre 2008.

## Résumé
Les évènements d'Il était une fois dans le Nord se déroulent avant la naissance de Lyra, trente-cinq ans avant la mort de Lee Scoresby. Ils se centrent sur la rencontre entre l'aéronaute Lee Scoresby et le Panserbjørne Iorek Byrnison, du temps de leur jeunesse. 
Lee Scoresby et son dæmon lièvre Hester arrivent en ballon dans le lointain port arctique de Novy Odense. Ils y rencontreront un journaliste plus fourbe qu'il n'y paraît, une jeune femme belle et malheureuse, des hommes aussi peu scrupuleux les uns que les autres, et enfin l'ours polaire Iorek Byrnison. Par la suite, ils se retrouveront au cœur d’une poudrière politique qui menacera d’éclater en un combat de rue. L’honneur sera en jeu mais Lee n’est pas un homme à fuir ce genre de questions. Lee dénichera une carabine Winchester qui l'aidera à se défendre face à un tueur à gages...

## Contenu
Ce livre, à la couverture bleu foncé (tandis que celle de Lyra et les Oiseaux est rouge, et celle de Serpentine est verte) comporte également un certain nombre de documents annexes, comme des souvenirs et autres indications concernant À la croisée des mondes, réunis par Lyra elle-même. On y trouve des photographies, des extraits de journaux, etc., ainsi qu’un jeu de plateau aéronaute : « Les dangers du pôle », illustré par le graveur John Lawrence.

## Genèse du livre
Ce serait le fils de l'auteur, Jamie, qui aurait poussé le premier son père à écrire sur les personnages de Lee et Iorek, et l'éditeur qui aurait suggéré de reprendre le même format que Lyra et les Oiseaux.